# Grammy Award de la meilleure prestation vocale R&B masculine
Le Grammy Award de la meilleure prestation vocale R&B masculine (Grammy Award for Best Male R&B Vocal Performance) est un prix décerné aux Grammy Awards entre 1968 et 2011 en musique.
En 2012, cette récompense est fusionnée avec le Grammy Award de la meilleure prestation vocale R&B par un duo ou un groupe et le Grammy Award de la meilleure prestation vocale R&B féminine et désormais présentée dans la catégorie meilleure prestation R&B.

## Lauréats
Liste des lauréats, :

### Années 1960
| Année | Vainqueur                                          | Nominations |
| ----- | -------------------------------------------------- | ----------- |
| 1967  | Ray Charles pour Crying Time                       |             |
| 1968  | Lou Rawls pour Dead End Street                     |             |
| 1969  | Otis Redding pour (Sittin' On) The Dock of the Bay |             |

### Années 1970
| Année | Vainqueur                                 | Nominations |
| ----- | ----------------------------------------- | ----------- |
| 1970  | Joe Simon pour The Chokin' Kind           |             |
| 1971  | B.B. King pour The Thrill Is Gone         |             |
| 1972  | Lou Rawls pour A Natural Man              |             |
| 1973  | Billy Paul pour Me and Mrs. Jones         |             |
| 1974  | Stevie Wonder pour Superstition           |             |
| 1975  | Stevie Wonder pour Boogie on Reggae Woman |             |
| 1976  | Stevie Wonder pour Living for the City    |             |
| 1977  | Stevie Wonder pour I Wish                 |             |
| 1978  | Lou Rawls pour Unmistakably Lou           |             |
| 1979  | George Benson pour On Broadway            |             |

### Années 1980
| Année | Vainqueur                                                                            | Nominations |
| ----- | ------------------------------------------------------------------------------------ | --- |
| 1980  | Michael Jackson pour Don't Stop 'Til You Get Enough                                  | - George Benson - Love Ballad - Ray Charles - Some Enchanted Evening - Isaac Hayes - Don't Let Go - Elton John - Mama Can't Buy You Love - Smokey Robinson - Cruisin' |
| 1981  | George Benson pour Give Me the Night                                                 | - Larry Graham - One In A Million You - Jermaine Jackson - Let's Get Serious - Al Jarreau - Never Givin' Up - Stevie Wonder - Master Blaster (Jammin')                |
| 1982  | James Ingram pour One Hundred Ways                                                   | - Carl Carlton - She's A Bad Mama Jama - Rick James - Street Songs - Teddy Pendergrass - I Can't Live Without Your Love - Luther Vandross - Never Too Much            |
| 1983  | Marvin Gaye pour Sexual Healing                                                      | - George Benson - Turn Your Love Around - Ray Parker, Jr. - The Other Woman - Luther Vandross - Forever, For Always, For Love - Stevie Wonder - Do I Do               |
| 1984  | Michael Jackson pour Billie Jean                                                     | - Marvin Gaye - Midnight Love - James Ingram - Party Animal - Jeffrey Osborne - Stay With Me Tonight - Prince - International Lover                                   |
| 1985  | Billy Ocean pour Caribbean Queen                                                     | - James Ingram - It's Your Night - Jeffrey Osborne - Don't Stop - Bill Withers - In The Name Of Love - Stevie Wonder - The Woman In Red                               |
| 1986  | Stevie Wonder pour In Square Circle                                                  | - Philip Bailey - Chinese Wall - Freddie Jackson - You Are My Lady - Al Jarreau - High Crime - Luther Vandross - The Night I Fell In Love                             |
| 1987  | James Brown pour Living in America                                                   | - Al Jarreau - Since I Fell For You - Oran 'Juice' Jones - The Rain - Billy Ocean - Love Zone - Luther Vandross - Give Me The Reason                                  |
| 1988  | Smokey Robinson pour Just to See Her                                                 | - Jonathan Butler - Lies - Michael Jackson - Bad - Wilson Pickett - In The Midnight Hour - Stevie Wonder - Skeletons                                                  |
| 1989  | Terence Trent D'Arby pour Introducing the Hardline According to Terence Trent D'Arby | - Al B. Sure! - Nite And Day - Teddy Pendergrass - Joy - Luther Vandross - Any Love - Stevie Wonder - Characters                                                      |

### Années 1990
| Année | Vainqueur                             | Nominations |
| ----- | ------------------------------------- | --- |
| 1990  | Bobby Brown pour Every Little Step    | - Al Jarreau - Heart's Solution - Prince - Batdance - Smokey Robinson - We've Saved The Best For Last - Luther Vandross - She Won't Talk To Me                                                |
| 1991  | Luther Vandross pour Here and Now     | - Al B. Sure! - Misunderstanding - Babyface - Whip Appeal - Tevin Campbell - Round And Round - Johnny Gill - Johnny Gill                                                                      |
| 1992  | Luther Vandross pour Power of Love    | - James Brown - Love Over-Due - Peabo Bryson - Can You Stop The Rain - Teddy Pendergrass - How Can You Mend A Broken Heart? - Keith Washington - Kissing You - Stevie Wonder - Gotta Have You |
| 1993  | Al Jarreau pour Entre Ciel et Terre   | - Bobby Brown - Humpin' Around - Peabo Bryson - Lost In The Night - Tevin Campbell - T.E.V.I.N. - Michael Jackson - Jam                                                                       |
| 1994  | Ray Charles pour A Song for You       | - Babyface - For The Cool In You - Tevin Campbell - Can We Talk - Teddy Pendergrass - Voodoo - Luther Vandross - How Deep Is Your Love                                                        |
| 1995  | Babyface pour When Can I See You      | - Tevin Campbell - I'm Ready - Al Jarreau - Wait For The Magic - Luther Vandross - Always And Forever - Barry White - Practice What You Preach                                                |
| 1996  | Stevie Wonder pour For Your Love      | - D'Angelo - Brown Sugar - Montell Jordan - This Is How We Do It - Prince - I Hate U - Barry White - Baby's Home                                                                              |
| 1997  | Luther Vandross pour Your Secret Love | - D'Angelo - Lady - Al Green - A Change Is Gonna Come - Curtis Mayfield - New World Order - Tony Rich Project - Like A Woman                                                                  |
| 1998  | R. Kelly pour I Believe I Can Fly     | - Kenny Lattimore - For You - Curtis Mayfield - Back To Living Again - Usher - You Make Me Wanna... - Luther Vandross - When You Call On Me / Baby That's When I Come Runnin'                 |
| 1999  | Stevie Wonder pour St. Louis Blues    | - Maxwell - Matrimony: Maybe You - Brian McKnight - The Only One For Me - Usher - My Way - Luther Vandross - I Know                                                                           |

### Années 2000
| Année | Vainqueur                                 | Nominations |
| ----- | ----------------------------------------- | --- |
| 2000  | Barry White pour Staying Power            | - Peabo Bryson pour Did You Ever Know - R.Kelly pour When A Woman's Fed Up - Maxwell pour pourtunate - Tyrese pour Sweet Lady                                   |
| 2001  | D'Angelo pour Untitled (How Does It Feel) | - Joe pour I Wanna Know - R.Kelly pour I Wish - Brian McKnight pour Stay Or Let It Go - Sisqo pour Thong Song                                                   |
| 2002  | Usher pour U Remind Me                    | - Case pour Missing You - Maxwell pour Lifetime - Brian McKnight pour Love of My Life - Musiq Soulchild pour Love                                               |
| 2003  | Usher pour U Don't Have to Call           | - Joe pour Let's Stay Home Tonight - R.Kelly pour The World's Greatest - Musiq Soulchild pour Halfcrazy - Remy Shand pour Take a Message                        |
| 2004  | Luther Vandross pour Dance with My Father | - R.Kelly pour Step in the Name of Love - Brian McKnight pour Shoulda, Woulda, Coulda - Ruben Studdard pour Superstar - Tyrese pour How You Gonna Act Like That |
| 2005  | Prince pour Call My Name                  | - Anthony Hamilton pour Charlene - R.Kelly pour Happy People - Brian McKnight pour What We Do Here - Usher pour Burn                                            |
| 2006  | John Legend pour Ordinary People          | - Jamie Foxx pour Creepin' - Mario pour Let Me Love You - Usher pour Superstar - Stevie Wonder pour So What the Fuss                                            |
| 2007  | John Legend pour Heaven                   | - Ne-Yo pour So Sick - Prince pour Black Sweat - Lionel Richie pour I Call It Love - Luther Vandross pour Got You Home                                          |
| 2008  | Prince pour Future Baby Mama              | - Raheem DeVaughn pour Woman - Musiq Soulchild pour B.U.D.D.Y. - Ne-Yo pour Because of You - Tank pour Please Don't Go                                          |
| 2009  | Ne-Yo pour Miss Independent               | - Eric Benet pour You're the Only One - Chris Brown pour Take You Down - Trey Songz pour Can't Help but Wait - Usher pour Here I Stand                          |

### Années 2010
| Année | Vainqueur                     | Nominations |
| ----- | ----------------------------- | --- |
| 2010  | Maxwell pour Pretty Wings     | - Anthony Hamilton pour The Point Of It All - Musiq Soulchild pour SoBeautiful - Charlie Wilson pour There Goes My Baby - Pleasure P pour Under |
| 2011  | Usher pour There Goes My Baby | - Jaheim pour Finding My Way Back - El DeBarge pour Second Chance - Musiq Soulchild pour We're Still Friends - Kem pour Why Would You Stay      |

## Records de la catégorie
- Artistes ayant obtenu le plus souvent cette récompense :
  - 1. Stevie Wonder (7 récompenses)
  - 2. Luther Vandross (4 récompenses)
  - 3. Lou Rawls, Ray Charles, Usher (3 récompenses)

- Les plus grands perdants (nominations sans victoire) :
  - 1. Brian McKnight / Teddy Pendergrass- 5 nominations
  - 2. Tevin Campbell/ Joe Simon- 4 nominations
  - 3. Curtis Mayfield / Isaac Hayes / Musiq / Maxwell/ Peabo Bryson / Joe Tex / Al Green- 3 nominations

- Artistes les plus nommés :
  - 1. Stevie Wonder- 16 nominations
  - 2. Luther Vandross- 15 nominations
  - 3. Marvin Gaye, Usher- 8 nominations